# Rudolf Ndualu
Rudolf Dovn Ndualu (* 22. Juli 1999 in Brandenburg an der Havel) ist ein deutscher Fußballspieler kongolesischer Herkunft.

## Karriere
Rudolf Ndualu spielte in seiner Heimatstadt Brandenburg bis 2013 im Nachwuchs des Brandenburger SC Süd 05. Danach wechselte er zunächst innerhalb des Landes Brandenburg zu Energie Cottbus, ehe er sich 2016 für sein erstes A-Jugend-Jahr Tennis Borussia Berlin anschloss. Für die Berliner kam er als 17-Jähriger auch bereits zu seinen ersten Senioreneinsätzen. Sein Debüt in der Oberliga Nordost gab er am 26. März 2017 im Spiel gegen den SV Altlüdersdorf, das 0:0 endete. Am Saisonende wechselte er zu Arminia Bielefeld und spielte dort bis 2018 in der A-Junioren-Bundesliga West.
Seine erste offizielle Seniorenstation war dann der FC Viktoria 1889 Berlin, für den er erstmals am 31. August 2018 in der Regionalliga Nordost beim 2:0-Sieg seiner Mannschaft gegen den FC Oberlausitz Neugersdorf auflief. Hier gewann er ein Jahr später auch den Berliner Landespokal, dabei schoss er in vier Partien zwei Treffer. Im Sommer 2020 wechselte er innerhalb der Regionalliga zu seinem ehemaligen Verein Tennis Borussia Berlin. Dort bestritt er in der Saison 20/21 bis zum pandemiebedingten Abbruch zehn Spiele und erzielte vier Tore.
Im Sommer 2021 erhielt Ndualu einen Zweijahresvertrag beim Drittligisten MSV Duisburg. Für diesen absolvierte er sein erstes Profispiel am 8. August 2021. Trainer Pavel Dotchev wechselte ihn in der Partie gegen den TSV Havelse, die mit 3:0 gewonnen wurde, nach 76 Minuten für Marvin Ajani ein. Nach zwei weiteren Kurzeinsätzen erlitt er im Oktober 2021 bei einer Trainingseinheit einen Wadenbeinbruch, der eine mehrmonatige Pause nach sich zog. Ohne anschließend noch ein weiteres Spiel absolviert zu haben, wechselte der Flügelspieler im August 2022 zum SV Babelsberg 03 in die Regionalliga Nordost. Für die Babelsberger kam Ndualu häufig zu Einsätzen und schoss in der Saison sieben Tore. Im Sommer 2023 wechselte er zurück zu seinem Jugendverein Energie Cottbus. Mit den Lausitzern wurde er 2024 Landespokalsieger von Brandenburg und Meister der Regionalliga, woraufhin der FCE in die 3. Liga aufstieg. 
Im Herbst 2024 schloss er sich dem Greifswalder FC an. Mit den Vorpommern erreichte er in der Saison 2024/25 den 6. Platz.

## Erfolge
FC Viktoria 1889 Berlin
- Berliner Pokalsieger: 2019

FC Energie Cottbus
- Brandenburgischer Pokalsieger: 2024
- Meister der Regionalliga Nordost: 2024
- Aufsteiger zur 3. Liga: 2024